# Zentrumsstreit
Der Zentrumsstreit war eine Auseinandersetzung innerhalb der Zentrumspartei um den zukünftigen Kurs nach  der Wende zum 20. Jahrhundert.

## Hintergründe
Innerhalb des katholischen Milieus gab es vor dem Ersten Weltkrieg grundsätzliche Auseinandersetzungen zwischen modernen und antimodernen Tendenzen. Während die erste insbesondere vom Sozialkatholizismus etwa des Volksvereins für das katholische Deutschland repräsentiert wurde, hat man die Anhänger der Gegenseite einige Zeit später als Integralisten bezeichnet. Diese Auseinandersetzungen, die auf sozialpolitischer Ebene im so genannten Gewerkschaftsstreit ausgetragen wurde, fanden auch innerhalb der Zentrumspartei statt. Innerhalb der katholischen Partei gab es daneben auch politische Gründe nach neuen Positionen zu suchen. Da war zum einen die veränderte Stellung in der Reichspolitik. Das Zentrum war nicht mehr reine Oppositionspartei, sondern wichtig für die Mehrheitsbeschaffung der Regierung. Wenn auch auf hohem Niveau stagnierten die Wahlergebnisse der Partei.

## Verlauf
Auslöser war eine Schrift des katholischen Autors und Politiker Julius Bachem aus dem Jahr 1906 mit dem programmatischen Titel „Wir müssen aus dem Turm heraus“. Darin wurde die These vertreten, dass die zukünftige Politik der Partei unabhängig von kirchlichen Einflüssen sein müsse und sich letztlich auch für Protestanten öffnen müsse. In der Partei war der grundsätzlich überkonfessionelle Charakter des Zentrums in der Tradition von Ludwig Windthorst weitgehend unumstritten, daher war die Reaktion auf den Artikel zunächst positiv. Schwerpunkt dieser Richtung waren die preußischen Westprovinzen Rheinland und Westfalen – zeitgenössisch sprach man von der „Kölner Richtung“. Die „Kölnische Volkszeitung“ wurde ihr publizistisches Sprachrohr.
Die Gegenseite, als „Trierer Richtung“ (eine führende Rolle spielte der Bischof von Trier Michael Felix Korum) bezeichnet, war zahlenmäßig kleiner, wurde aber unterstützt von weiten Teilen des Episkopats und der römischen Kurie. Diese hielten an der engen weltanschaulichen Bindung des Zentrums an den Katholizismus fest.
Vor allem auf Grund dieses Widerstandes kam es zu keiner wirklichen Entscheidung. Die Fraktionen des Zentrums im preußischen Abgeordnetenhaus und im Reichstag nahmen eine mittlere Position ein, indem sie einerseits betonten, dass die Partei grundsätzlich überkonfessionell sei, andererseits sich aber dazu bekannten die Interessen des katholischen Volksteils vertreten zu wollen. Bei diesem Schwebezustand blieb es auch, als die Partei sich 1914 gegen die Integralisten wandte und sich zur Interkonfessionalität bekannte. Auch während der ersten Jahre der Weimarer Republik scheiterten Ansätze der Öffnung gegenüber dem Protestantismus, allerdings fuhr das Zentrum weiterhin einen nicht direkt von der Kirche bestimmten Kurs. Zur Gründung einer christlich orientierten Volkspartei kam es erst mit der Entstehung von CDU und CSU nach 1945.